# Katalin Novák
Katalin Éva Novák, född 6 september 1977 i Szeged, är en ungersk politiker. Hon var Ungerns president från 10 maj 2022 tills hon avgick den 10 februari 2024.
Hon segrade i 2022 års presidentval, den 10 mars, och svors in på sin post den 10 maj. Novák blev då den första kvinnan på posten som Ungerns president och vid 44 års ålder blev hon även den yngsta presidenten i Ungerns historia.

## Biografi
Novák har en politisk bakgrund som aktiv i landets nu regerande politiska parti Fidesz. Hon har varit ledamot av Ungerns nationalförsamling sedan 2018 och som familjeminister i den fjärde Orbán-regeringen mellan 2020 och 2021.
Novák har en bakgrund som ekonom, och hon talar förutom ungerska även engelska, franska och tyska. Hon har tre barn tillsammans med sin make István Veres, en av cheferna på Ungerns centralbank MNB.

## Presidentskapet
Vid 2022 års presidentval, genomfört som en votering i nationalförsamlingen, vann Novák med 137 röster mot oppositionskandidaten Péter Rónas 51. Likt sin företrädare gick hon ur partiet, det vill säga Fidesz, efter att ha blivit nominerad till posten.. Den 10 februari 2024 avgick hon. Detta efter att det avslöjats att hon i april 2023 hade benådat Endre Kónya, en tidigare biträdande chef för barnhemmet i Bicske och som var inblandad i ett pedofilifall och dömts till fängelse.